# Hilarion (Kondratowski)
Hilarion, nazwisko świeckie Kondratowski (zm. 1 stycznia?/12 stycznia 1799) – rosyjski biskup prawosławny.

## Życiorys
Pochodził z Woroneża. Ukończył Kijowską Akademię Duchowną, po czym został mnichem w Ławrze Pieczerskiej, odpowiedzialnym za prowadzenie kancelarii Ławry i głoszenie kazań. W 1768 został naczelnym kapelanem armii Rumiancewa stacjonującej w Głuchowie. W 1773 otrzymał godność archimandryty i został mianowany przełożonym Monasteru Międzygórskiego. Po dwóch latach przeszedł do monasteru św. Makarego w Kalazinie (eparchia twerska).
17 lutego 1776 w Moskwie miała miejsce jego chirotonia na biskupa perejasławskiego. Urząd ten pełnił do 1785, gdy został ordynariuszem eparchii nowogrodzko-siewierskiej, którą kierował do 1797. W 1797 został mianowany ordynariuszem eparchii mohylewskiej i mścisławskiej, nigdy jednak nie podjął związanych z tym obowiązków. Jeszcze w tym samym roku został przeniesiony w stan spoczynku z prawem zamieszkiwania w monasterze Przemienienia Pańskiego w Nowogrodzie Siewierskim na prawach przełożonego.